# Nanorana chayuensis
Nanorana chayuensis es una especie de anfibio anuro de la familia Dicroglossidae.

## Distribución geográfica
Esta especie se encuentra en:
- India, en el distrito de Darjeeling, estado de Bengala Occidental;
- la República Popular de China, en el extremo sureste de la Región Autónoma del Tíbet y en el noroeste de Yunnan.[4] Su presencia es incierta en Birmania.

## Etimología
El nombre de la especie está compuesto de chayu y del sufijo latino -ensis que significa "que vive, que habita", y le fue dado en referencia al lugar de su descubrimiento, Chayü, ahora llamado Zayü, en la Región Autónoma del Tíbet.

## Publicación original
- Sichuan Institute of Biology Herpetology Department, 1977: A survey of amphibians in Xizang (Tibet). Acta Zoologica Sinica, vol. 23, p. 54-63.[5]